# Lucy Osburn
Lucy Osburn, född 1836, död 1891, var en australiensisk sjuksköterska. Hon var en pionjär inom sitt yrke i Australien. 
Hon föddes i Leeds i England som dotter till egyptologen William Osburn och Ann Rimington. Hon studerade till sjuksköterska vid Nightingale Training School i London 1866-67. Vid denna tid vädjade Henry Parkes till Florence Nightingale för utbildade sjuksköterskor till Sydney Infirmary and Dispensary i Australien, och Osburn accepterade tjänsten som föreståndare. Hon anlände till Sydney med fem utbildade sjuksköterskor 5 mars 1868. Hon beskrivs som vacker, mörk, fysiskt skör men effektiv och viljestark. 
Sjuksköterskeyrket var då nytt i Australien, och hon fick träna och utbilda elever i yrket och samtidigt introducera yrket då hon intog den nyskapade tjänsten som föreståndare för sjuksköterskekåren i Australien. Hon fick också introducera begreppet hygien vid sjukhuset. Hon möttes av opposition av läkarkåren och attackerades också i parlamentet. Efter en öppen process 1873 lyckades hon slutligen framgångsrikt driva igenom sina reformer, som bekräftades i Sydney Hospital Act från 1881. 
Osburn avslutade sin anställning i Sydney 1884 och återvände till England, där hon 1886-88 var distriktssköterska i Bloomsbury och därefter ordförande för Southwark, Newington och Walworth District Nursing Association. 